# Ray Linn
Raymond Sayre Linn (Chicago, 20 oktober 1920 - Columbus, 4 november 1996) was een Amerikaanse jazztrompettist en componist.

## Biografie
Linn, wiens vader ook trompettist was, speelde eerst met plaatselijke bands. In 1938 werd hij lid van de swingband van Tommy Dorsey, waarbij hij bleef tot 1941 om daarna bij Woody Herman (1941/42) te gaan werken. Later werkte hij nog nu en dan met Herman, zo ook in 1945, 1947 en in 1955-1959. Tijdens de verdere jaren 1940 speelde hij bij Jimmy Dorsey (1942–45), Benny Goodman (1943, 1947), Artie Shaw (1944–46) en in 1946 bij Boyd Raeburn. In 1945 verhuisde hij naar Los Angeles, waar hij fulltime als studiomuzikant werkzaam was. Daarnaast speelde hij met Jesse Price/Dexter Gordon, Billy Eckstine (1947), Nat Cole, Bob Crosby (1950/51) en weer met Woody Herman.
Als lid van het Bobby Bregman-orkest begeleidde hij Sarah Vaughan, Anita O'Day (Pick Yourself Up) en Ella Fitzgerald (1956) bij hun Songbook-albums voor Verve Records. Linn is solistisch ook te horen op Bregmans jazzalbum Swingin' Kicks. Bovendien werkte hij tijdens deze periode mee bij producties van Shorty Rogers, Milt Bernhart, Les Brown (die Linns compositie Where's Prez opnam), Bill Holman, Barney Kessel, Johnny Mandel, Mark Murphy (voor wie hij The Way It Was in LA schreef) en Red Norvo (Red Plays the Blues).
Tijdens de jaren 1960 werkte hij voornamelijk voor tv-producties, zoals The Lawrence Welk Show. Tijdens de jaren 1980 woonde hij in Wenen. Onder zijn eigen naam speelde Linn in 1946 acht nummers in, waaronder West Coast Jump/The Mad Monk (Atomic). In 1978 en 1980 ontstonden nog twee albums, de laatste in dixieland-stijl. In 1981 kreeg hij een NEA-Award. Na Leonard Feather oriënteerde hij zich vroeg aan Dizzy Gillespie, maar wendde zich echter later meer richting mainstream jazz en dixieland.

## Discografie

### Als leader
- 1978: Chicago Jazz (Trend Records)
- 1980: Empty Suit Blues (Discovery Records)

### Als sideman
Met Georgie Auld
- 1955: In the Land of Hi-Fi with Georgie Auld and His Orchestra (EmArcy)

Met Chet Baker and Bud Shank
- 1956: Theme Music from "The James Dean Story" (World Pacific)

Met Louis Bellson
- 1953: Skin Deep (Norgran)

Met Elmer Bernstein
- 1956: The Man with the Golden Arm(Decca Records)

Met Buddy Bregman
- 1957: Swinging Kicks (Verve Records)

Met Hoagy Carmichael
- 1956: Hoagy Sings Carmichael (Pacific Jazz Records)

Met Maynard Ferguson
- 1956: Around the Horn with Maynard Ferguson (EmArcy)

Met Barney Kessel
- 1959: Carmen (Contemporary Records)

Met Pete Rugolo
- 1956: Music for Hi-Fi Bugs (EmArcy)
- 1956: Out on a Limb (EmArcy)
- 1956: An Adventure in Sound: Brass in Hi-Fi (Mercury Records)
- 1959: The Music from Richard Diamond (EmArcy)